# Göteborg (đô thị)
Đô thị Göteborg (tiếng Thụy Điển: Göteborg kommun) là một đô thị ở hạt Västra Götaland của Thụy Điển. Thủ phủ là thị xã Göteborg. Dân số thời điểm 31 tháng 12 năm 2019 là 579281 người.